# Emesis vicaria
Emesis vicaria är en fjärilsart som beskrevs av Rebillard 1958. Emesis vicaria ingår i släktet Emesis och familjen Riodinidae. Inga underarter finns listade i Catalogue of Life.